# Elly Schleinová
Elly Schleinová, vlastním nepřechýleným jménem Elena Ethel Schlein (* 4. května 1985 Sorengo, Švýcarsko) je italská politička, od února 2023 předsedkyně opoziční Demokratické strany.

## Život
Narodila se v Sorengu v okrese Lugano v italsky hovořícím švýcarském kantonu Ticino 4. května 1985. Její matkou byla Italka, otcem Američan židovského původu, oba univerznitní profesoři, matka práva, otec politologie. Získala tak italské, americké i švýcarské občanství.
Na univerzitě v italské Boloni vystudovala právo. Několik let žila ve Spojených státech amerických, kde se také v letech 2008 a 2012 zapojila jako dobrovolnice do prezidentské volební kampaně Baracka Obamy. Média ji pak začala srovnávat s americkou demokratickou kongresmankou z New Yorku Alexandrií Ocasio-Cortezovou.
Po návratu do Itálie založila kampaň #OccupyPD na podporu mladých politiků v Demokratické straně. V roce 2014 uspěla ve volbách do Evropského parlamentu a do roku 2019 tak byla europoslankyní. V roce 2020 kandidovala do regionálního parlamentu v kraji Emilia-Romagna a stala se místopředsedkyní krajské rady po boku guvernéra Stefana Bonacciniho. Věnovala se zde tématům boje proti klimatické změně, bytové politiky a podpory mladých lidí. V srpnových parlamentních volbách roku 2022 se stala poslankyní.
Sociální demokracii, vedenou tehdy permiérem Matteem Renzim, v roce 2015 opustila a spolu s dalšími nespokojenými členy strany se přidala k uskupení Possibile, později působila v řadách menší ekologické strany Coraggiosa. Právě s ní uspěla v regionálních volbách roku 2020 a hrála významnou roli v zastavení vzestupu krajní pravice k moci v tradičně levicovém kraji Emilia-Romagna. Když byla Sociální demokracie ve volbách roku 2022 poražena a skončila v opozici vůči vládě Fratelli d’Italia premiérky Giorgie Meloniové, Schleinová se do ní vrátila, ohlásila kandidaturu na předsednický post a přislíbila sjednocení a obnovu strany, důraz na zelenější ekonomiku, reformu trhu práce a spravedlivější rozdělení bohatství. Ačkoli byl za favorita otevřených stranických primárek považován její protikandidát Stefano Bonaccini, Schleinová uspěla a 26. února 2023 byla poměrem 54 ku 46 zvolena předsedkyní Demokratické strany jako historicky první žena v čele této strany.
Schleinová se otevřeně hlásí ke své bisexuální orientaci, žije ve vztahu se ženou a podporuje práva LGBTQ+ lidí. Svůj veřejný coming out prodělala v roce 2020 v populárním televizním pořadu. Zastává feministické a proevropské postoje.